# Bassaniodes pseudorectilineus
Bassaniodes pseudorectilineus es una especie de araña cangrejo del género Bassaniodes, familia Thomisidae. Fue descrita científicamente por Wunderlich en 1995.

## Distribución
Esta especie se encuentra en Grecia y Turquía.